# Kondroitin-szulfát

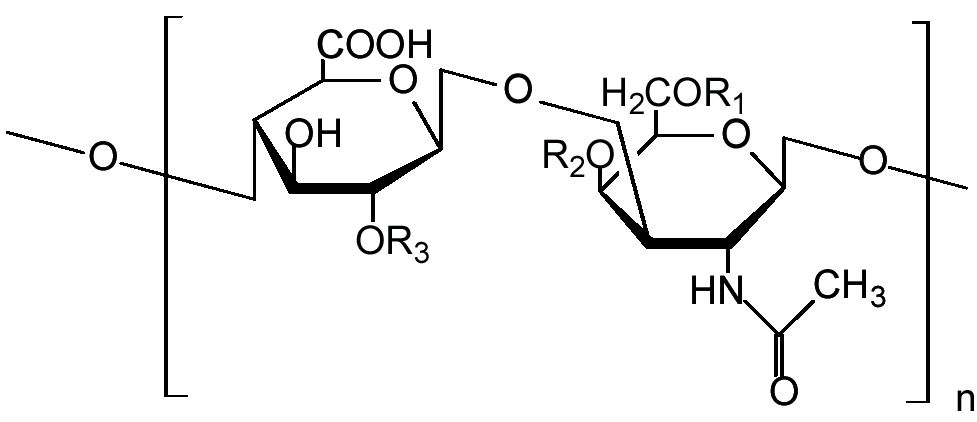
Kémiai szerkezete:
Kondroitin-4-szulfát: R_{1} = H; R_{2} = SO_{3}H; R_{3} = H
Kondroitin-6-szulfát: R_{1} = SO_{3}H; R_{2}, R_{3} = H

A kondroitin-szulfát egy élő szervezetekben is előforduló poliszacharid. A porcszövet fontos szerkezeti összetevője; a porcok mechanikus-elasztikus tulajdonságáért felelős, ezáltal biztosítva a fizikai terheléssel szembeni ellenállóképességet. Általában fehérjékhez kapcsolódva, proteoglikánok részeként fordul elő a porcszövetben.
A kondroitin-szulfát egy szulfatált glükózaminoglikán, amelyben kétféle monoszacharid (N-acetilgalaktózamin és glükuronsav) váltakozva alkot hosszú láncot. Egy ilyen kondroitinlánc állhat akár száznál is több monomer egységből, melyek mindegyike szulfatálható különböző pozíciókban és mennyiségben.
Elterjedt összetevője a porcvédőként és porcerősítőként árult étrend-kiegészítő készítményeknek.

## Gyógyászati felhasználása
A kondroitin-szulfátot étrend-kiegészítőkben használják alternatív gyógymódként az oszteoartritisz kezelésére. Európában és néhány Európán kívüli államban SYSADOA-ként hagyták jóvá, és eképp is szabályozzák. Gyakran glükózaminnal együtt fordul elő az efféle készítményekben.
Egy 2015-ös Cochrane szakirodalmi áttekintés a kondroitinnal kapcsolatos klinikai vizsgálatokról azt állapította meg, hogy ezen vizsgálatok nagy része gyenge minőségű, de ennek ellenére volt némi bizonyíték a résztvevők fájdalomérzetének rövidtávú csökkenésére. Összegzésképpen elmondható a vizsgálatok alapján, hogy a kondroitin-szulfát fogyasztása nem javított az ízületek állapotán, és az érintett ízületek egészségének megőrzésében sem segített.
A kondroitin-szulfát és a glükózamin használata nem javasolt a térd oszteoartritiszének kezelésére, mert a bizonyítékok azt mutatják, hogy nem segítenek a kóros állapoton.

## Mellékhatásai
Klinikai tanulmányok során nem figyeltek meg jelentős mellékhatást vagy túladagolásból származó problémát a kondroitin-szulfát alkalmazása során, ez pedig arra enged következtetni, hogy hosszútávú bevitele biztonságosan végezhető.
2003-ban az EULAR munkacsoportja a kondroitin-szulfát toxicitását egy 0–100-as skálán 6-ra értékelte.

## Fizikai és kémiai tulajdonságai
A kondroitin-szulfát láncai különböző hosszúságú, el nem ágazó poliszacharidok, melyeket az N-acetil-D-galaktózamin (GalNAc) és a D-glükuronsav (GlcA) egységei egyesével váltakozva építenek fel. Néhány GlcA-reziduum L-iduronsavvá (IdoA) epimerizálódik. Az így létrejövő diszacharidra hivatkoznak dermatán-szulfátként.
A kondroitin-szulfát-láncok bizonyos fehérjék szerin aminosavához kapcsolódnak azok hidroxilcsoportján keresztül. Az egyelőre nem ismert, hogy a fehérjék hogyan választódnak ki a glükózaminoglikánok csatlakozásához.
A glükózaminoglikán (GAG) láncainak csatlakozása négy monoszachariddal kezdődik, melyeknek sorrendje állandó: Xyl - Gal - Gal - GlcA. Mindegyik szacharidegységet egy specifikus enzim csatlakoztat, mely lehetővé teszi a GAG-szintézis többszintű irányítását. A xilóz fehérjékhez való csatlakoztatása az endoplazmatikus retikulumban kezdődik meg, míg a többi szacharidegység csatolására a Golgi-készülékben kerül sor.

## Előállítás
A legtöbb kondroitin-szulfátot házi sertés és szarvasmarha légcsövéből, orrából és füléből állítják elő, valamint tengeri állatok porcaiból is kivonható.

## Fordítás
Ez a szócikk részben vagy egészben  a   Chondroitin sulfate című angol Wikipédia-szócikk ezen változatának fordításán alapul.  Az eredeti cikk szerkesztőit annak laptörténete sorolja fel. Ez a jelzés csupán a megfogalmazás eredetét és a szerzői jogokat jelzi, nem szolgál a cikkben szereplő információk forrásmegjelöléseként.